# Ginástica na Universíada de Verão de 2025
A ginástica artística foi disputada na Universíada de Verão de 2025 no centro de exposições Messe Essen em Essen, na Alemanha, de 17 a 19 de julho de 2025.

## Calendário
| Ginástica artística | Julho | Julho | Julho | Julho | Julho | Julho | Julho | Julho | Julho | Julho | Julho | Julho | Eventos |
| Ginástica artística | 16    | 17    | 18    | 19    | 20    | 21    | 22    | 23    | 24    | 25    | 26    | 27    | Eventos |
| ------------------- | ----- | ----- | ----- | ----- | ----- | ----- | ----- | ----- | ----- | ----- | ----- | ----- | ------- |
|                     |       |       |       |       |       |       |       | 1     | 1     | 2     | 10    |       | 14      |
| Ginástica rítmica   | Julho | Julho | Julho | Julho | Julho | Julho | Julho | Julho | Julho | Julho | Julho | Julho | Eventos |
| Ginástica rítmica   | 16    | 17    | 18    | 19    | 20    | 21    | 22    | 23    | 24    | 25    | 26    | 27    | Eventos |
| Feminino            |       |       | 2     | 6     |       |       |       |       |       |       |       |       | 8       |

|  | Dia de competição |  | Dia de final |

## Ginástica Artística

### Masculino
| Evento           | Ouro                             | Prata                     | Bronze                            |
| ---------------- | -------------------------------- | ------------------------- | --------------------------------- |
| Equipes          | Japão (JPN)                      | Canadá (CAN)              | Suíça (SUI)                       |
| Individual geral | Daiki Hashimoto JPN Japão        | Shohei Kawakami JPN Japão | William Emard CAN Canadá          |
| Solo             | Luke Whitehouse GBR Grã-Bretanha | Shinnosuke Oka JPN Japão  | Geonyoung Moon KOR Coreia do Sul  |
| Cavalo com alças | Hamlet Manukyan ARM Armênia      | Daiki Hashimoto JPN Japão | Patrick Hoopes USA Estados Unidos |
| Argolas          | Hengyu Liu CHN China             | Yang Liu CHN China        | William Emard CAN Canadá          |
| Salto            | Zhilong Chen CHN China           | Luca Murabito SUI Suíça   | Jaeho Kim KOR Coreia do Sul       |
| Barras paralelas | Tomoharu Tsunogai JPN Japão      | Shinnosuke Oka JPN Japão  | Geonyoung Moon KOR Coreia do Sul  |
| Barra fixa       | Felix Dolci CAN Canadá           | Daiki Hashimoto JPN Japão | Xiang He CHN China                |

### Feminino
| Evento              | Ouro                     | Prata                                  | Bronze                                 |
| ------------------- | ------------------------ | -------------------------------------- | -------------------------------------- |
| Equipes             | Japão (JPN)              | Espanha (ESP)                          | França (FRA)                           |
| Individual geral    | Shoko Miyata JPN Japão   | Mana Okamura JPN Japão                 | Tonya Helene Paulsson TPE Taipé Chinês |
| Salto               | Shoko Miyata JPN Japão   | Kohane Ushioku JPN Japão               | Selina Kickinger AUT Áustria           |
| Barras assimétricas | Fanyuwei Yang CHN China  | Zoja Szekely HUN Hungria               | Shoko Miyata JPN Japão                 |
| Trave               | Urara Ashikawa JPN Japão | Tonya Helene Paulsson TPE Taipé Chinês | Emma Leonie Malewski GER Alemanha      |
| Solo                | Shoko Miyata JPN Japão   | Kohane Ushioku JPN Japão               | Jade Vansteenkiste BEL Bélgica         |

### Quadro de Medalhas
| Atualizado em 22h 24min de 31 de julho de 2025 (UTC) | v d e |

| Ordem | País               | Medalha de ouro | Medalha de prata | Medalha de bronze |    |
| ----- | ------------------ | --------------- | ---------------- | ----------------- | -- |
| 1     | JPN Japão          | 8               | 8                | 1                 | 17 |
| 2     | CHN China          | 3               | 1                | 1                 | 5  |
| 3     | CAN Canadá         | 1               | 1                | 2                 | 4  |
| 4     | ARM Armênia        | 1               |                  |                   | 1  |
| 4     | GBR Grã-Bretanha   | 1               |                  |                   | 1  |
| 6     | SUI Suíça          |                 | 1                | 1                 | 2  |
| 6     | TPE Taipé Chinês   |                 | 1                | 1                 | 2  |
| 8     | ESP Espanha        |                 | 1                |                   | 1  |
| 8     | HUN Hungria        |                 | 1                |                   | 1  |
| 10    | KOR Coreia do Sul  |                 |                  | 3                 | 3  |
| 11    | AUT Áustria        |                 |                  | 1                 | 1  |
| 11    | BEL Bélgica        |                 |                  | 1                 | 1  |
| 11    | FRA França         |                 |                  | 1                 | 1  |
| 11    | GER Alemanha       |                 |                  | 1                 | 1  |
| 11    | USA Estados Unidos |                 |                  | 1                 | 1  |

## Ginástica Rítmica

### Individual
| Evento | Ouro                                           | Prata                                          | Bronze                                           |
| ------ | ---------------------------------------------- | ---------------------------------------------- | ------------------------------------------------ |
| Geral  | Alina Harnasko AIN Atletas Individuais Neutros | Takhmina Ikromova UKR Ucrânia                  | Fanni Pigniczki HUN Hungria                      |
| Arco   | Takhmina Ikromova UZB Uzbequistão              | Anastasia Simakova GER Alemanha                | Fanni Pigniczki HUN Hungria                      |
| Bola   | Margarita Kolosov GER Alemanha                 | Alina Harnasko AIN Atletas Individuais Neutros | Anastasia Simakova GER Alemanha                  |
| Maças  | Alina Harnasko AIN Atletas Individuais Neutros | Takhmina Ikromova UZB Uzbequistão              | Anastasiia Salos AIN Atletas Individuais Neutros |
| Fita   | Takhmina Ikromova UKR Ucrânia                  | Alina Harnasko AIN Atletas Individuais Neutros | Aibota Yertaikyzy KAZ Cazaquistão                |

### Grupos
| Evento            | Ouro             | Prata            | Bronze              |
| ----------------- | ---------------- | ---------------- | ------------------- |
| Geral             | Azerbaijão (AZE) | Ucrânia (UKR)    | Japão (JPN)         |
| 5 fitas           | Azerbaijão (AZE) | Ucrânia (UKR)    | Coreia do Sul (KOR) |
| 3 bolas + 2 arcos | Ucrânia (UKR)    | Azerbaijão (AZE) | Taipé Chinês (TPE)  |

### Quadro de medalhas
| Atualizado em 22h 24min de 31 de julho de 2025 (UTC) | v d e |

| Ordem | País                            | Medalha de ouro | Medalha de prata | Medalha de bronze |   |
| ----- | ------------------------------- | --------------- | ---------------- | ----------------- | - |
| 1     | AIN Atletas Individuais Neutros | 2               | 2                | 1                 | 5 |
| 2     | UZB Uzbequistão                 | 2               | 2                |                   | 4 |
| 3     | AZE Azerbaijão                  | 2               | 1                |                   | 3 |
| 4     | UKR Ucrânia                     | 1               | 2                |                   | 3 |
| 5     | GER Alemanha                    | 1               | 1                | 1                 | 3 |
| 6     | HUN Hungria                     |                 |                  | 2                 | 2 |
| 7     | JPN Japão                       |                 |                  | 1                 | 1 |
| 7     | KAZ Cazaquistão                 |                 |                  | 1                 | 1 |
| 7     | KOR Coreia do Sul               |                 |                  | 1                 | 1 |
| 7     | TPE Taipé Chinês                |                 |                  | 1                 | 1 |